# Brigitte Nielsen
Brigitte Nielsen, ursprungligen Gitte Nielsen, född 15 juli 1963 i Rødovre, är en dansk skådespelare och fotomodell.
Efter högstadiet inledde Nielsen en karriär som modell. Hon arbetade bland annat för modeskapare som Giorgio Armani och Gianni Versace. År 1983 gifte hon sig med den danske musikern Kasper Winding. År 1985 spelade hon in filmen Barbarernas hämnd, där hon bland annat spelade mot Arnold Schwarzenegger. Hon bröt upp ur äktenskapet och inledde en skådespelarkarriär i Hollywood. År 1986 spelade hon mot Sylvester Stallone i Cobra.
Nielsen ingick äktenskap med Sylvester Stallone 15 december 1985. Paret skilde sig 1987. Nielsen har fyra söner och en dotter. Hon är sedan 2006 gift med producenten Mattia Dessi med vilken hon, vid 54 års ålder, fick en dotter i juni 2018.
År 1987 gav hon ut albumet "Everybody Tells A Story" och singeln med samma namn. Samma år sjöng hon duett med Falco på hans singel "Body Next To Body". År 1992 kom albumet "I Am The One... Nobody Else" med singeln "My Girl (My Guy)".

## Filmografi
- 2018 - Creed II
- 2014 - Mercenaries
- 2012 - Eldorado
- 2010 - Big Money Rustlas
- 2008 - The Hustle
- 2000 - Doomsdayer
- 2000 - Hostile Environment
- 1999 - She's Too Tall
- 1998 - Paparazzi
- 1996 - Snowboard Academy
- 1995 - Codename: Silencer
- 1995 - Compelling Evidence
- 1995 - Galaxis
- 1993 - Chained Heat II
- 1992 - Mission of Justice
- 1992 - The Double 0 Kid
- 1991 - 976-EVIL 2: The Astral Factor
- 1988 - Domino
- 1988 - Bye Bye Baby
- 1987 - Snuten i Hollywood II
- 1986 - Cobra
- 1985 - Rocky IV
- 1985 - Barbarernas hämnd